# Área micropolitana de Thomasville-Lexington
El área micropolitana de Thomasville-Lexington,  y oficialmente como Área Estadística Micropolitana de Thomasville-Lexington, NC µSA  por la Oficina de Administración y Presupuesto, es un Área Estadística Micropolitana centrada en las ciudades de Thomasville y Lexington en el estado estadounidense de Carolina del Norte. El área micropolitana tenía una población en el Censo de 2010 de 162.878 habitantes, convirtiéndola en la 8.º área metropolitana más poblada de los Estados Unidos. El área micropolitana de Thomasville-Lexington comprende el condado de Davidson, siendo Thomasville la ciudad más poblada.

## Composición del área micropolitana

### Municipios
Municipio de Abbotts Creek,  Municipio de Alleghany, Municipio de Arcadia, Municipio de Boone,   Municipio de Conrad Hill,  Municipio de Cotton Grove,  Municipio de Emmons,  Municipio de Hampton,  Municipio de Healing Spring,  Municipio de Jackson Hill,  Municipio de Lexington, Municipio de Midway, Municipio de Thomasville, Municipio de Tyro, Municipio de Yadkin College, Municipio de Reedy Creek y  Municipio de Silver Hill.

### Ciudades, pueblos
- Denton
- High Point (parte)
- Lexington
- Midway
- Thomasville
- Wallburg

### Comunidades no incorporadas
- Arcadia
- Churchland
- Reeds
- Silver Valley
- Southmont
- Tyro
- Welcome
- Yadkin College